# Miss Bulgarien

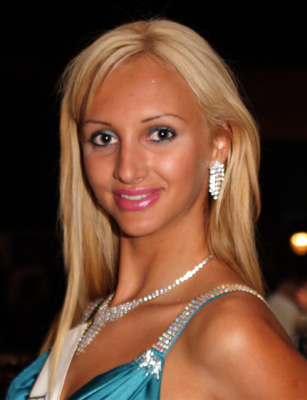
Yuliya Yurevich, Miss Bulgarien 2007, vertrat ihr Land bei der Miss World 2008.

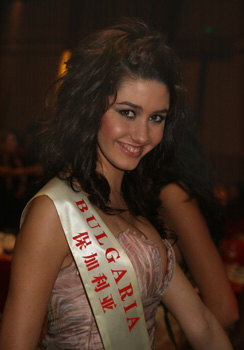
Paolina Racheva, Miss Bulgaria World 2007, als Kandidatin bei der Miss World 2007 in China.

Miss Bulgarien ist ein nationaler Schönheitswettbewerb für unverheiratete Frauen in Bulgarien, der im Inland Miss Bulgarija (Мис България) heißt. Er wurde bereits in den 1920er und 1930er Jahren durchgeführt. Aus dieser Zeit sind jedoch nur die Nachnamen weniger Gewinnerinnen bekannt, die an der Wahl zur Miss Europe teilnahmen.
Nach einer langen Unterbrechung durch den Zweiten Weltkrieg und die kommunistische Herrschaft gibt es den Wettbewerb wieder seit 1990.
Die veröffentlichten Finalistinnen (seit 1998) erhielten keine Platzierung, sondern einen Titel nach dem internationalen Wettbewerb, zu dem sie delegiert wurden: Miss Bulgaria World, Miss Bulgaria Universe, Miss Bulgaria Europe und Miss Bulgaria Earth.

## Die Siegerinnen

### Siegerinnen vor 1945
| Jahr    | Name                       | Bulgarische Form |
| ------- | -------------------------- | ---------------- |
| 1929    | Luba Yotzoff, Luba Yotzova | Люба Йоцова      |
| 1930    | Counka Tchobanova          | Кунка Чобанова   |
| 1931ff. | ?                          |                  |

### Siegerinnen seit 1990
| Jahr | Name                               | Bulgarische Form     |
| ---- | ---------------------------------- | -------------------- |
| 1990 | Violeta Galabova                   | Виолета Гълъбова     |
| 1991 | Lyubomira Slavcheva                | Любомира Славчева    |
| 1992 | Elena Draganova                    | Елена Драганова      |
| 1993 | Vera Rusinova                      | Вяра Русинова        |
| 1994 | Stela Ognyanova                    | Стела Огнянова       |
| 1995 | Zheni Kalkandzhieva                | Жени Калканджиева    |
| 1996 | Vyara Kamenova                     | Вяра Каменова        |
| 1997 | Simona Velichkova                  | Симона Величкова     |
| 1998 | Polina Petkova (MB World)          | Полина Петкова       |
| 1998 | Nataliya Gurkova (MB Universe)     | Наталия Гуркова      |
| 1999 | Violeta Zdravkova (MB World)       | Виолета Здравкова    |
| 1999 | Elena Angelova (MB Universe)       | Елена Ангелова       |
| 2000 | Vanya Peycheva (MB World)          | Ваня Пейчева         |
| 2000 | Magdalina Valchanova (MB Universe) | Магдалина Вълчанова  |
| 2001 | Tanya Karabelova (MB World)        | Таня Карабелова      |
| 2001 | Ivayla Bakalova (MB Universe)      | Ивайла Бакалова      |
| 2002 | Teodora Burgazlieva                | Теодора Бургазлиева  |
| 2003 | Rayna Naldzhieva (MB World)        | Райна Налджиева      |
| 2003 | Elena Tihomirova (MB Universe)     | Елена Тихомирова     |
| 2003 | Iva Titova (MB Europe)             | Ива Титова           |
| 2003 | Antoaneta Kospartova (MB Earth)    | Антоанета Коспартова |
| 2004 | Gergana Guncheva (MB World)        | Гергана Гунчева      |
| 2004 | Ivelina Petrova (MB Universe)      | Ивелина Петрова      |
| 2004 | Kristina Radneva (MB Europe)       | Кристиана Раднева    |
| 2004 | Kristina Dimitrova (MB Earth)      | Кристиана Димитрова  |
| 2005 | Rositsa Ivanova (MB World)         | Росица Иванова       |
| 2006 | Slavena Vatova (MB World)          | Славена Вътова       |
| 2007 | Yuliya Yurevich (Miss Bulgaria)    | Юлия Юревич          |
| 2007 | Paolina Racheva (MB World)         | Паолина Рачева       |
| 2007 | Gergana Kochanova (MB Universe)    | Гергана Кочанова     |
| 2007 | Karina Karcheva (MB Europe)        | Калина Калчева       |
| 2008 | nicht ausgetragen                  | nicht ausgetragen    |
| 2009 | Antonia Petrova (MB World)         | Антония Петрова      |
| 2009 | Elitsa Lubenova (MB Universe)      | Елица Любенова       |
| 2010 | Romina Andonova                    | Ромина Андонова      |
| 2011 | Vanya Peneva                       | Ваня Пенева          |
| 2012 | Gabriela Vasileva                  | Габриела Василева    |
| 2013 | Nansi Karaboycheva                 | Нанси Карабойчева    |
| 2014 | Simona Evgenieva                   | Симона Евгениева     |
| 2015 | Marina Voykova                     | Марина Войкова       |
| 2016 | Gabriela Kirova                    | Габриела Кирова      |

Anmerkung zur Schreibweise der Namen: Die bulgarische ist die Originalform – bis auf die Namen der Siegerinnen vor dem Krieg, die nur in lateinischer Schrift vorlagen. Alle anderen wurden
- entweder aus der bulgarischen Form übertragen, jedoch nicht in wissenschaftlicher Transliteration oder Transkription, sondern in der bei internationalen Wettbewerben verwendeten Weise, die zumeist dem Englischen angeglichen ist, oder
- direkt aus bulgarischen Webseiten übernommen.